# Weh (Zhoa)
Pour les articles homonymes, voir Weh.
Weh (ou We) est un village du Cameroun situé dans l’arrondissement de Fungom, dans le département de Menchum et dans la Région du Nord-Ouest. C'est aussi le siège d'une chefferie traditionnelle de 2e degré.

## Localisation
Weh est situé à environ 59 km de Bamenda, le chef lieu de la région du Nord-Ouest, et à 327 km de Yaoundé, la capitale du Cameroun.

## Population
Lors du recensement de 2005, 6 945 habitants, dont 3 190 hommes et 3 755 femmes ont été dénombrés.

## Langue
C'est la principale localité où l'on parle une langue bantoïde des Grassfields du groupe Ring, le weh – qui porte le même nom que le village.

## Infrastructures
À Weh, il y a deux centres de santé, une pour Presbyterian Church in Cameroon, qui date de 1978 et l'autre qui appartient à l'État et qui date de 2015. Il y a sept écoles primaires - une école catholique et une école presbytérienne, quatre écoles publiques. Pour le secondaire, un lycée, un lycée technique et une CES.

## Économie et société
Situé dans une zone rurale aux sols fertiles, à l'intersection de plusieurs routes, Weh est un village-carrefour qui a subi l'influence des cultures de nombreux commerçants ou voyageurs.